# Parque nacional de Sibiloi
El parque nacional de Sibiloi se extiende a lo largo de la orilla noreste del lago Turkana, ubicado en el norte de Kenia. Establecido en 1973, se extiende a lo largo de 1570 kilómetros cuadrados.
En 1997, la Organización de las Naciones Unidas para la Educación, la Ciencia y la Cultura lo declaró Patrimonio de la Humanidad como parte de los parques nacionales del lago Turkana.
Recibe el nombre de Sibiloi por el monte volcánico del mismo nombre y es conocido por el yacimiento arqueológico de Koobi Fora. En ese sitio se han encontrado más de 10 000 fósiles de vertebrados, incluyendo 350 de australopitecinos. Por otra parte, el parque alberga animales como la cebra de Grévy, otídidos, el kudú menor y el órice beisa.